# Klampok (Purworejo Klampok)
Klampok is een plaats en bestuurslaag op het 4de niveau (kelurahan/desa).
Klampok ligt in het noordelijkelijke deel van het onderdistrict (kecamatan) Purworejo Klampok in het regentschap Banjarnegara van de provincie Midden-Java, Indonesië. 
Klampok telt 6.390 inwoners (volkstelling 2010) en ligt ten zuiden van de rivier Serayu die de grens vormt tussen de regentschappen Banjarnegara en Purbalingga.

Suikerriettransport per vrachtauto op suikeronderneming Klampok ten oosten van Banjoemas

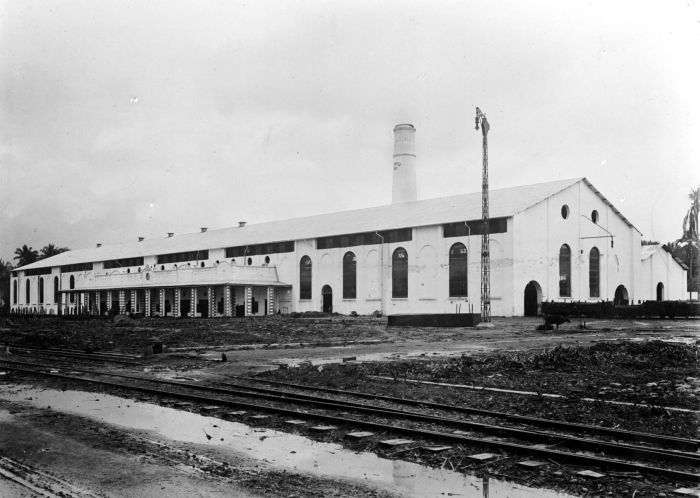
Frontaanzicht van de suikerfabriek Klampok, Banjoemas